# Kopierstift

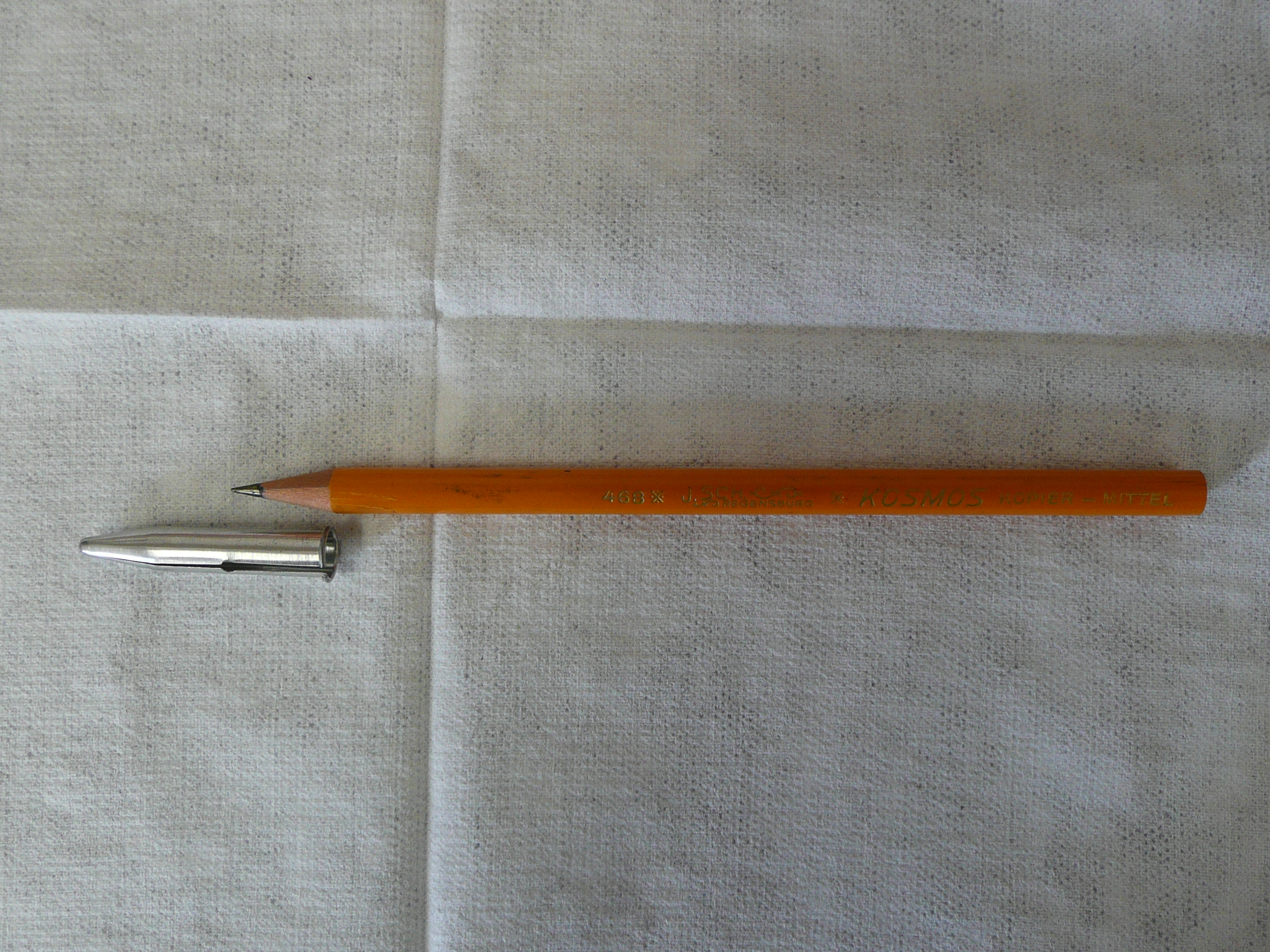
Klassischer Kopierstift (»Kosmos«, Josef Schropp Regensburg) mit Schutzkappe. Die metallisch glänzende Mine enthält neben Graphit den Farbstoff Methylviolett.

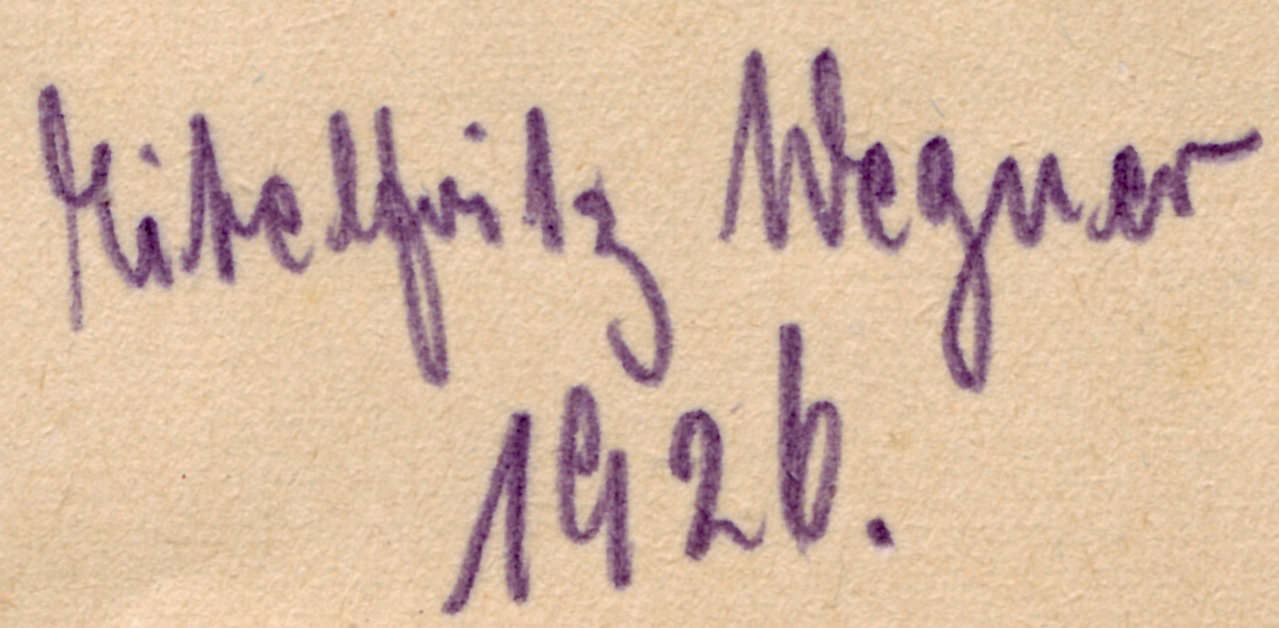
Schrift in typischem Violett

Ein Kopierstift, auch Tintenstift, ist ein Schreib- oder Zeichengerät mit einer wasserlöslichen farbigen Mine. Als Ummantelung der Mine wird häufig lackiertes Holz wie bei Bleistiften verwendet.
Ein frisch angespitzter Kopierstift hat eine metallisch, oft violett glänzende Mine, die sich nach einigen Stunden matt und dunkel verfärbt. Die Minen lassen sich nadelartig zuspitzen, sind gleichzeitig aber sehr spröde.
Kopierstifte sind oft zylindrisch rund, Bleistifte dagegen sind meistens sechskantig, Ausnahmen sind aber bekannt.

## Geschichte
Durch das Allgemeine Deutsche Handelsgesetzbuch war seit 1862 allen Kaufleuten aufgegeben, eine „Kopie oder Abschrift“ der von ihnen versandten Handelsbriefe aufzubewahren (heute: § 238 Abs. 2 HGB).
Die Erfindung der Kopierpresse 1780 durch James Watt erlaubte die Anfertigung von Kopien mit Hilfe von speziellen Schreibtinten. Nach der Synthese des Anilinfarbstoffs Methylviolett 1856 durch Charles Lauth wurde es möglich, einen kopierfähigen Farbstoff in eine Schreibmine einzuarbeiten.
Die Bleistiftfabrik Schwan (heute Schwan-Stabilo) nimmt für sich in Anspruch, im Jahre 1875 den ersten Kopierstift auf den Markt gebracht zu haben. Kopierstifte erlauben dokumentenechtes Kopieren der Handelsbriefe.
Der Kopierstift war vor der Erfindung des Kugelschreibers als dokumentenechtes Schreibgerät sehr weit verbreitet. Doch durften um das Jahr 1955 bei der Deutschen Bundespost zwar Einschreibebriefe, jedoch keine Bar-Auszahlungen mit Kopierstift quittiert werden.

## Herstellung

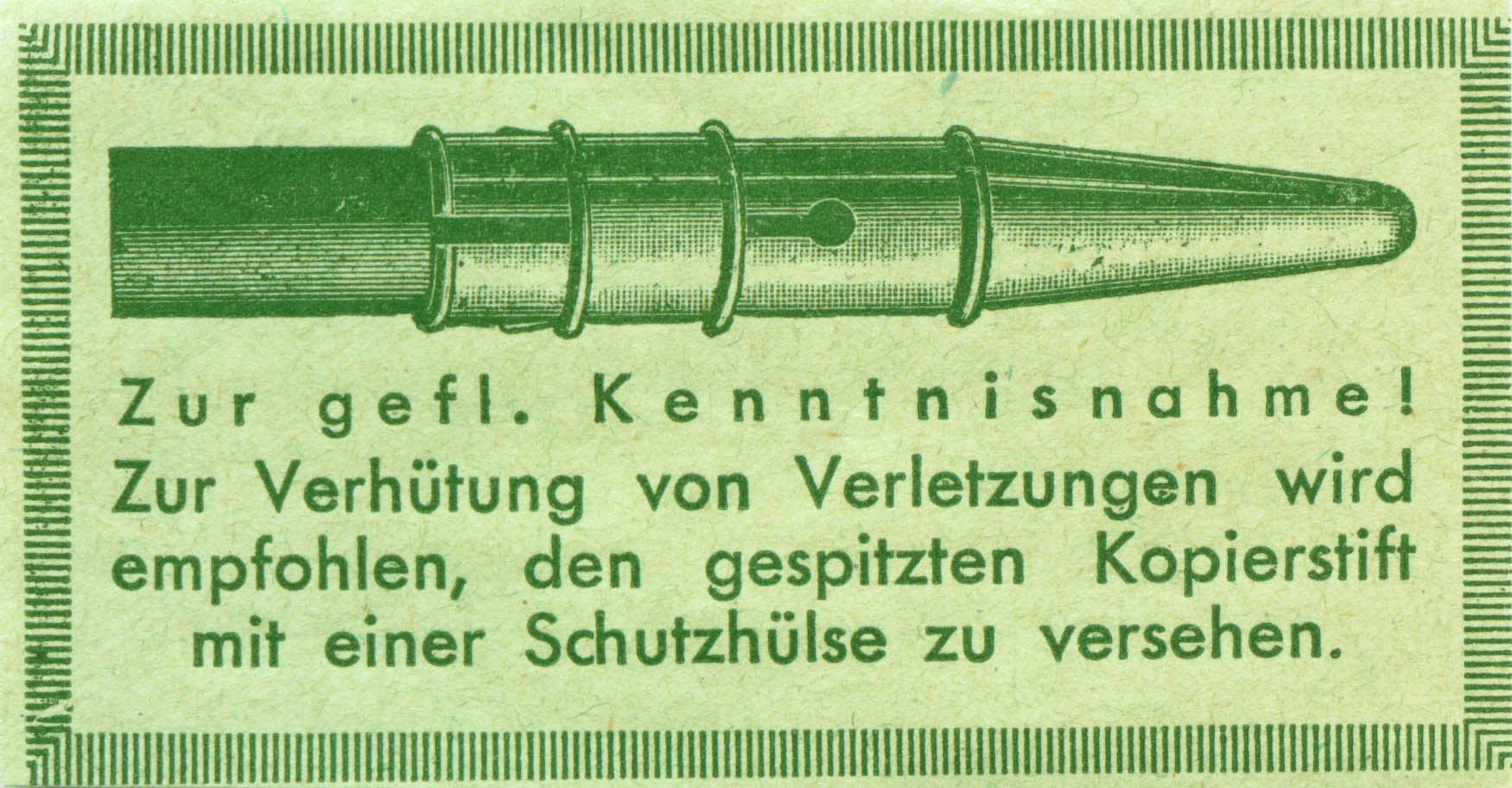
Verwendungshinweis, der »Kosmos«-Kopierstiften der Fa. Josef Schropp, Regensburg beigegeben wurde.

Die Herstellung des Kopierstiftes entspricht im Groben der des Bleistiftes, abgesehen von der Farbmine. Sie besteht aus Teerfarbstoffen wie z. B. Methylviolett, Phenolblau, Resorcinblau, Anilinblau, Nigrosin für Schwarz und Eosin für Rot. Weitere Bestandteile sind Fette, Bindemittel sowie Mineralien wie fetter Ton, Talkum und Kaolin entsprechend dem Buntstift. Diese Farbstoffmischungen sind mehr (Anilinblau, Nigrosin) oder weniger (Eosin, Methylviolett) giftig.

## Gefahren
Ein Stich mit einem Kopierstift trägt meist Substanzen oder abgebrochene Minenbestandteile in die Wunde ein, die zu Vergiftungen und langsam voranschreitenden Gewebeschäden führen können. Deshalb sind einige Sicherheitsmaßnahmen sinnvoll, z. B. nicht beidseitig anspitzen, Spitzabfälle nicht wegblasen und vor allem für den Transport eine Schutzkappe aufstecken. Kopierstiften mit dem Farbstoff Methylviolett wurden auch Warnhinweise beigegeben, eine Schutzkappe zu verwenden. Die Berufsgenossenschaft der chemischen Industrie gab 1940 ein Merkblatt zu den Gefahren von Kopierstiften heraus (Tintenstift-Merkblatt).

## Anwendung
Von der Kopierschrift können einige wenige Abzüge eines Schriftstücks erzeugt werden, indem, ähnlich wie bei der Kopierpresse nach James Watt, ein feuchtes, günstigerweise dünnes und transparentes Papier aufgepresst wird. Dadurch wird der Farbstoff angelöst und saugt sich in das Papier. Auf der Rückseite des transparenten Papiers entsteht so eine (durch das Papier hindurch) seitenrichtig lesbare Kopie des Schriftstücks. Diese Verwendung geriet aber mit der Verbreitung der Schreibmaschine, mit der sich mit Hilfe von Kohlepapier leicht mehrere Durchschläge anfertigen lassen, schnell in Vergessenheit.

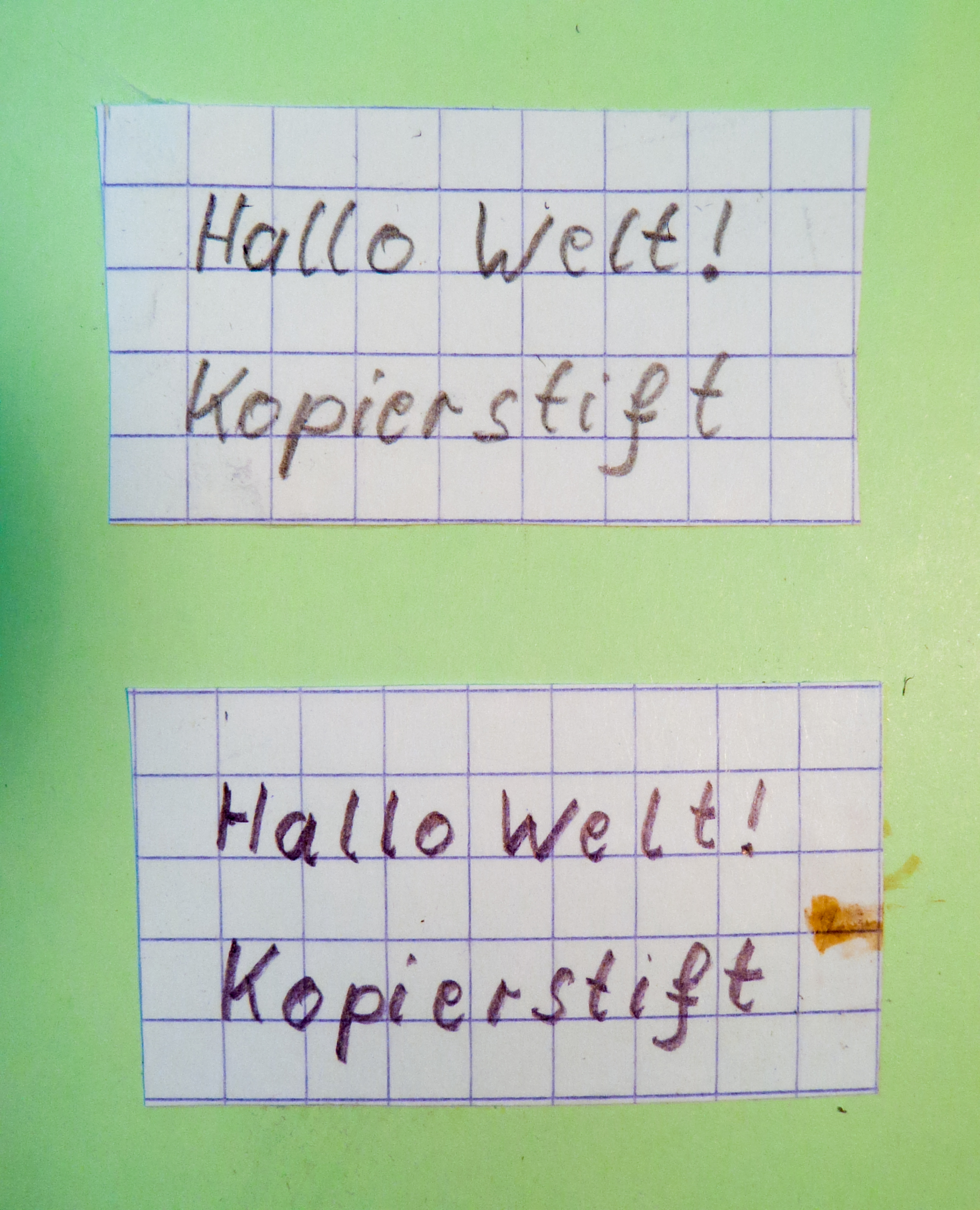
Beispiel für Kopierstiftschrift. Der obere Text zeigt die trockene Kopierstiftschrift, der untere Text hat bereits Luftfeuchtigkeit aufgenommen und ist deshalb intensiver.

Bei trockener Verwendung ist das Schriftbild wenig farbintensiv bzw. gleicht einem Bleistiftstrich (je nach Ausführung). Erst durch Feuchtigkeitsaufnahme tritt die Farbe deutlich hervor und verbindet sich mit den Papierfasern. Die Umwandlung durch Aufnahme der Luftfeuchtigkeit ist verhältnismäßig langsam und kann bis zu zwei Tage dauern. Daher wurde der Kopierstift typischerweise vor und während der Benutzung an der Spitze angeleckt oder kurz in den Mund genommen, was in Stummfilmen noch zu sehen ist. Die Farbkraft auf dem Papier erhöht sich dadurch deutlich und unmittelbar. Bevor die Giftigkeit dieser Stifte allgemein bekannt wurde, war ein (meist violetter) Farbfleck an Lippe oder Zungenspitze von Prokuristen, Sekretärinnen, Krankenschwestern, Bibliothekaren usw. ein Zeichen von Schreibarbeit. Auch Verfärbungen an Fingerspitzen und -nägeln gehen auf diese Stifte zurück.

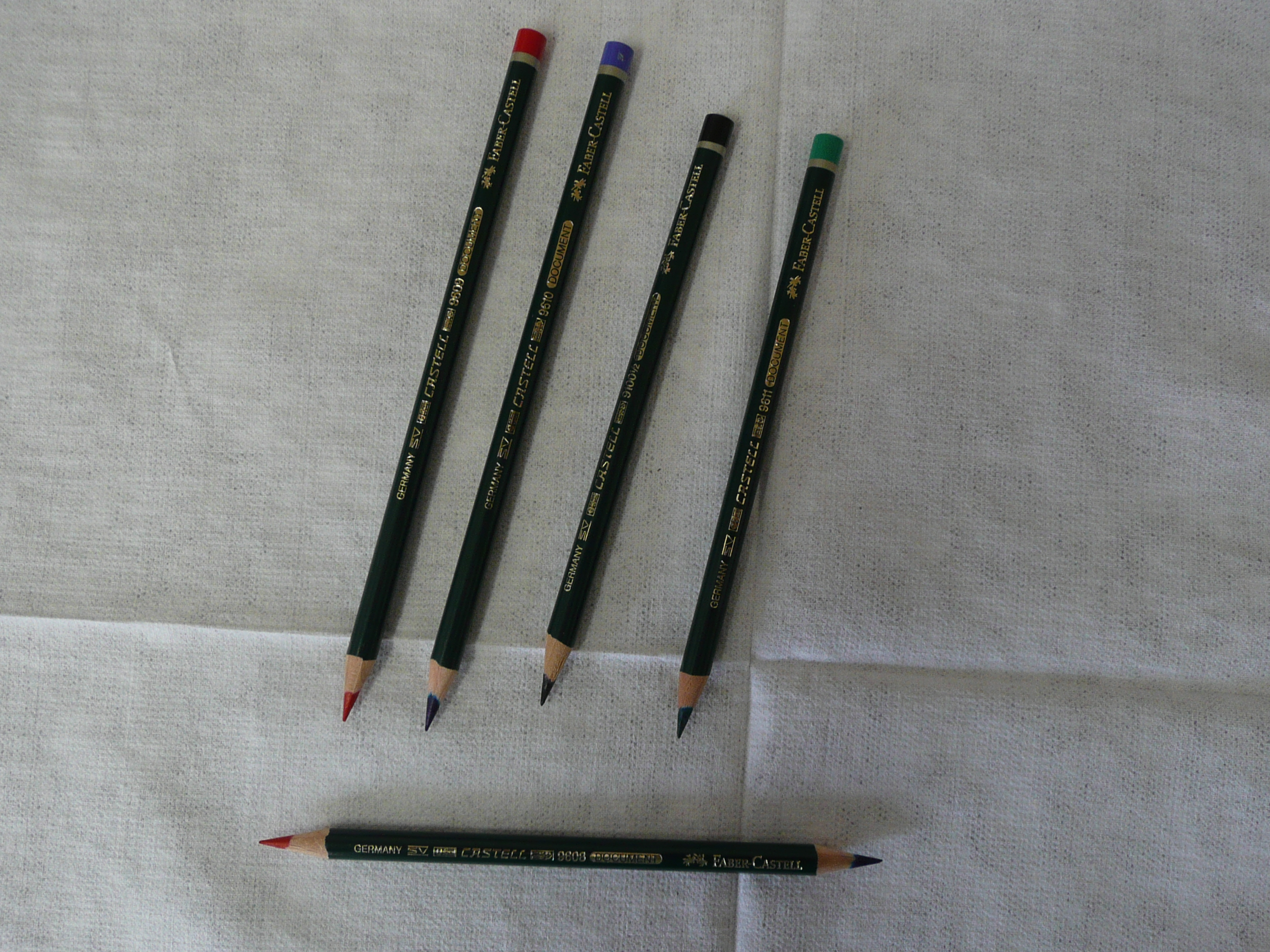
Kopierstifte (jetzt Dokumentenstifte genannt) von Faber Castell, die 2010 noch erhältlich waren. Farben Rot, Blau, Schwarz, Grün und Rot/Blauer beidseitig angespitzter Stift.

Kopierstifte sind heute noch in Benutzung. Kopierstiftschrift kann, im Gegensatz zur Bleistiftschrift, nur äußerst schwer wegradiert werden, da einige der in der Mine verarbeiteten Substanzen ähnlich wie Eisengallustinte eine unlösbare Verbindung mit dem Papier eingehen. Beim Radieren müssen deshalb Papierschichten abgeraspelt werden, was später mit dem bloßen Auge sichtbar ist. Kopierstiftschrift ist weniger UV-beständig und bleicht mit der Zeit aus, bei erhöhter Feuchtigkeit gewinnt sie aber sofort wieder deutlich an Farbkraft. Es gibt deshalb auch Kopierstifte, welche zusätzlich noch Graphit oder Ruß enthalten. Die Unterscheidung zwischen Bleistift- und Kopierstiftschrift, die in trockenem Zustand beide grau erscheinen, kann mittels Feuchtigkeit erfolgen. Die Kopierstiftschrift verfärbt sich irreversibel violett.
Bei Wahlen können neben anderen Schreibstiften auch Kopierstifte verwendet werden.
Zweifarbige, auf beiden Seiten angespitzte Kopierstifte mit roter und blauer Mine wurden ursprünglich in der Buchführung benutzt. Ebenso sind sie auch zur Korrektur von Prüfungsarbeiten (rot für Fehler, blau für korrekt) geeignet und werden hierzu zuweilen noch von Schulen und Universitäten verwendet.
Die Häufigkeit der verwendeten Farben beruhte auf einer in vielen Unternehmen und Ämtern gültigen Farbhierarchie bei den geleisteten Unterschriften. Der einfache Buchhalter unterschrieb mit Blau, der Abteilungsleiter und der Direktor mit Rot und der Generaldirektor und der Prokurist mit Grün.
Eosin und Methylviolett werden in der Histologie zum Färben von Zellen verwendet. In Wasser aufgelöste rote und violette Kopierstiftminen kann man deshalb auch für die Mikroskopie zum Anfärben von Bakterien und Zellen benutzen, die durch den Farbstoff in der Regel auch abgetötet werden.

## Vorteile und Besonderheiten
Kopierstifte sind dokumentenecht und werden daher auch heute noch, wenn auch nicht häufig, anstelle von Füllfederhalter oder Kugelschreiber zum Unterschreiben von Schecks, Urkunden sowie Verträgen und in der Buchhaltung eingesetzt. 
Da sie leicht mit Bleistiften verwechselt werden können, merkt der nicht informierte Benutzer unter Umständen nicht, dass er ein dokumentenechtes Schreibgerät verwendet. Restauratoren prüfen vermeintlich mit Bleistift verfasste Dokumente, bevor sie sich für die angemessene Restaurationstechnik entscheiden, da z. B. das Wässern einer Kopierstiftschrift zum Ausbluten des Farbstoffes führen würde.
Weil es auch radierbare Kugelschreiber-Typen und viele nicht-dokumentenechte Tinten für Füllfederhalter gibt, bleibt die Verwendung von violetten Kopierstiften eine zuverlässige Methode der Unterzeichnung. Notaren und Rechtsanwälten, die auf Traditionen Wert legen, können sie als Symbol der Beständigkeit dienen.
Kopierstifte dienen auch beim Militär im Feldeinsatz für handschriftliche Meldungen als dokumentenechtes Schreibgerät, das auch bei Kälte und auf nassem Papier schreibt, im Gegensatz zu Kugel- oder Faserschreibern.